# Berggalago
Der Berggalago oder Uluguru-(Zwerg-)Galago (Paragalago orinus, Syn.: Galago orinus, Galagoides orinus) ist eine Primatenart aus der Familie der Galagos (Galagonidae).

## Merkmale
Berggalagos zählen zu den kleineren Vertretern der Galagos, sie erreichen eine Kopfrumpflänge von 14 bis 15 Zentimetern, der Schwanz ist mit 17 bis 19 Zentimetern länger als der Rumpf. Ihr Fell ist an der Oberseite rötlichbraun gefärbt, die Unterseite ist heller. Der Kopf ist wie bei allen Galagos durch die vergrößerten Augen und die großen, beweglichen Ohren charakterisiert.

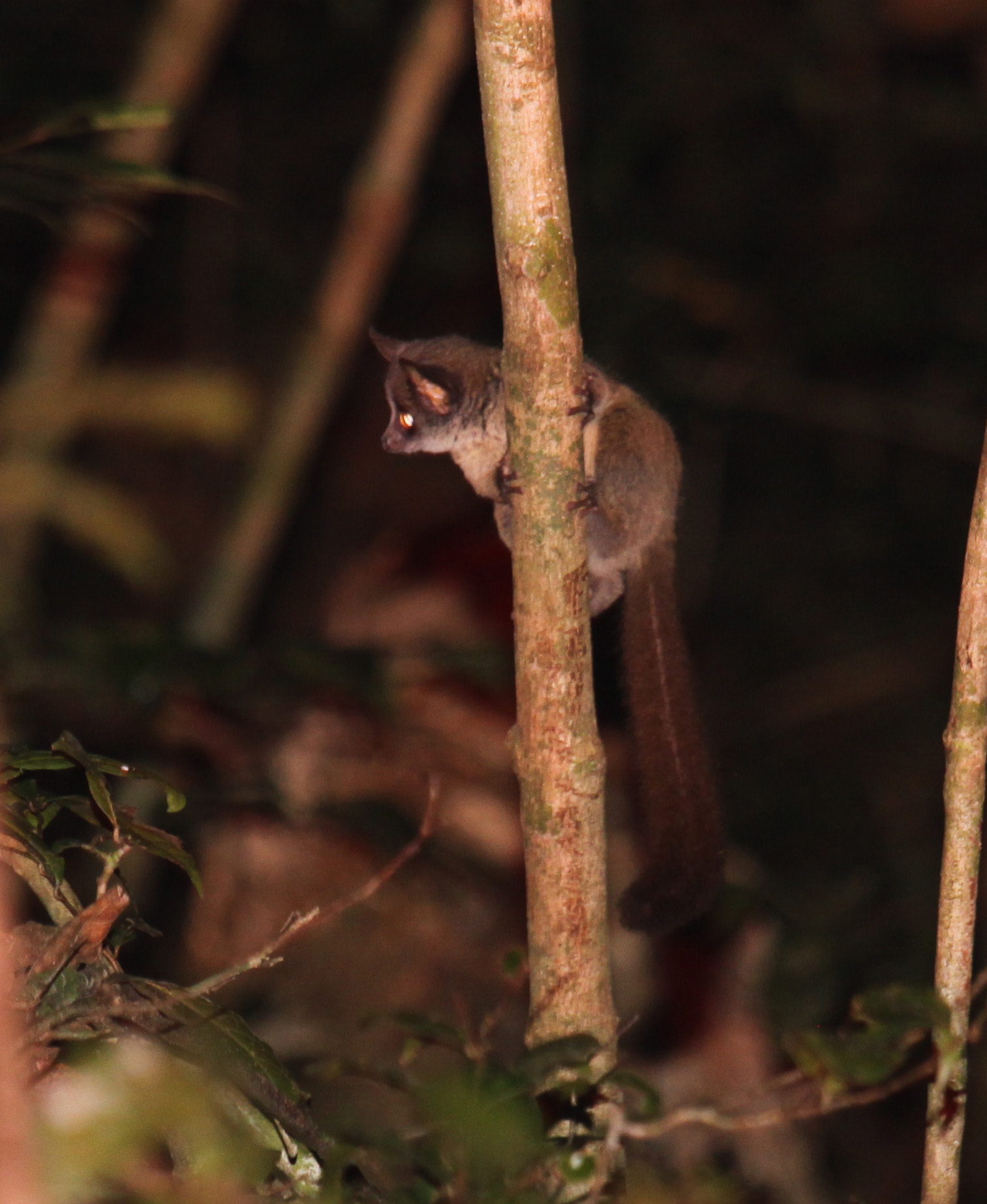
Ein Berggalago in den Taita-Bergen

## Verbreitung und Lebensraum
Berggalagos sind im östlichen Afrika beheimatet. Ihr Verbreitungsgebiet umfasst Bergländer in Tansania wie die Uluguru-Berge, die Udzungwa-Berge und die Usambara-Berge. Ähnliche Tiere sind auch von den Taita-Bergen in Kenia bekannt, ob es sich dabei um die gleiche Art handelt, ist noch unklar. Lebensraum dieser Art sind die Bergwälder in 1200 bis 2000 Meter Seehöhe.

## Lebensweise
Über die Lebensweise dieser Tiere ist wenig bekannt. Wie alle Galagos sind sie nachtaktiv und halten sich meist auf den Bäumen auf. Sie gehen allein auf Nahrungssuche, schlafen aber möglicherweise oft gemeinsam in einem Schlafnest. Die Nahrung der Berggalagos dürfte aus Insekten, Früchten und Baumsäften bestehen.

## Gefährdung
Hauptgefährdung der Berggalagos stellt die Zerstörung ihres Lebensraums dar. Ihr Verbreitungsgebiet ist relativ klein (ungefähr 20.000 km²) und stark zersplittert. Die IUCN listet die Art als gering gefährdet („near threatened“).